# Технологія збагачення апатитових руд
Технологія збагачення апатитових руд

## Сировинна база

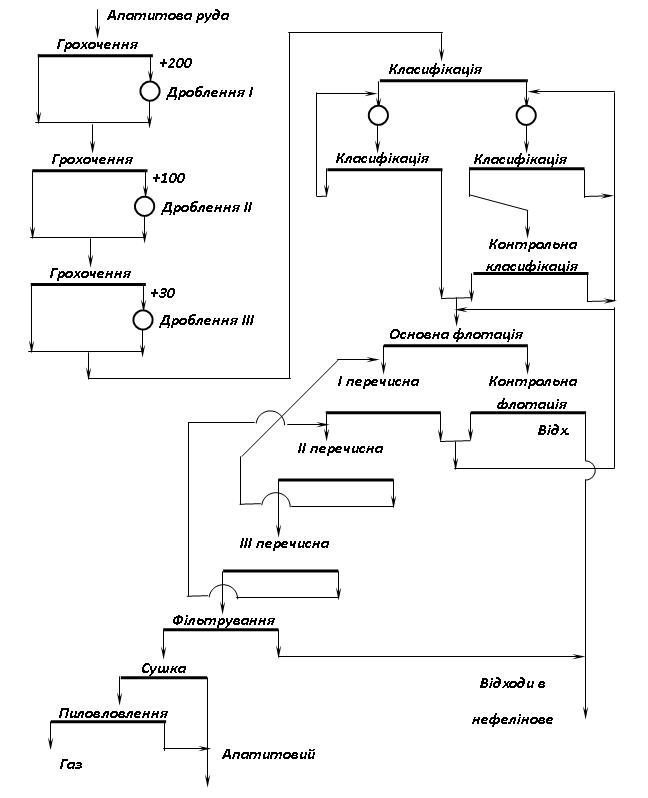
Рис. 1 — Технологічна схема збагачення апатитової руди.

Апатитові і апатитовмісні родовища за умовами утворення поділяють на ендогенні, екзогенні і метаморфізовані. Серед ендогенних розрізняють магматичні, карбонатитові, пегматитові, контактово-метасоматичні, гідротермальні і вулканічно-осадові родовища, які об'єднують в декілька рудних формацій. Вони пов'язані з магматичними гірськими породами центральних інтрузій апатитових нефелінових сієнітів, ультраосновних лужних порід, лужних габроїдів, лужних і нефелінових сієнітів. До екзогенних відносять родовища вивітрювання. Метаморфізовані родовища приурочені до апатит-кварц-діопсидової і апатит-доломітової формацій. Найбільше промислове значення мають магматичні і карбонатитові родовища. В Україні апатитові руди є в Запорізькій, Харківській, Чернігівській та Івано-Франківській областях, але запаси їх порівняно незначні.
Основні мінерали, що входять до складу апатитових руд:апатит, нефелін, егірин-авгіт, титаномагнетит, сфен.

Апатитові руди за вмістом P2O5 розділяють на багаті (понад 18 %), бідні (5—8 %) і убогі (3—5 %), в комплексних рудах апатит може бути присутнім як головний компонент або один з головних, другорядний або супутня домішка.

## Основні методи збагачення
Видобуток апатитових руд здійснюється як відкритим, так і підземним способом. До легкозбагачуваних належать апатит-силікатні (апатит-нефелінові, апатит-егіринові і ін.) руди, до важкозбагачуваних — карбонатні і руди кори вивітрювання.
Технологічна схема збагачення апатиту (рис. 1) включає три стадії дроблення в конусних дробарках в відкритому циклі з попереднім грохоченням в кожній стадії. Дроблена до 30 мм руда надходить на подрібнення в кульових млинах до крупності 45—55 % класу — 0,074 мм. Подрібнену руду направляють на флотацію, що є основним методом збагачення апатитових руд. Схема флотації включає основну, контрольну і три перечисних операції. Основний реагент-збирач при флотації апатиту — омилена суміш дистильованого талового масла, сирого талового масла, вторинного масляного гудрону, окисненого петролатуму і технічних жирних кислот. Ця суміш має властивості не тільки збирача, але й спінювача. Для повноти омилення компонентів суміші утворюється надлишкова лужність розчину. Реагент-омилювачі подаються в основну і контрольну флотацію. Для підвищення ефективності процесу флотації застосовуються також реагенти-регулятори — рідке скло і ОП-4 (поверхнево-активний реагент).
Оптимальні умови флотації досягаються в пульпі з рН = 9,5—10. Лужність пульпи регулюється подачею в основну флотацію їдкого натру.
Флотаційний апатитовий концентрат, що містить 45—50 % твердого, направляється на фільтрування в барабанні вакуум-фільтри з внутрішньо фільтрувальною поверхнею. Для інтенсифікації процесу фільтрування подається коагулянт — 20—30%-ний розчин залізного купоросу. Осад вакуум-фільтрів сушать в барабанних сушарках до вологості 0,5—1,5 %. Гази, що відходять з сушарок, перед видаленням в атмосферу піддають чотиристадійному очищенню від пилу. Коефіцієнт корисної дії системи пиловловлення становить 99,8—99,9 %. З апатитових руд всіх типів можна одержати концентрати з вмістом P2O5 30 % і більше при вилученні до 98 %.

Рис. 2 — Технологічна схема виробництва нефелінового концентрату.

Відходи апатитових комплексних руд служать сировиною для виробництва нефелінового концентрату. Технологічна схема нефелінового виробництва (рис. 2) включає класифікацію відходів апатитового виробництва в гідроциклонах з подальшою класифікацією пісків і знешламленням зливу. Піски контрольної класифікації і злив знешламлювання є відвальними продуктами, а злив контрольної класифікації і піски знешламлення після згущення направляють на флотацію (зворотну). Флотаційний нефеліновий концентрат (камерний продукт) доводять магнітною сепарацією на барабанних сепараторах для виділення сильномагнітних мінералів. Концентрат направляється на фільтрування в барабанні вакуум-фільтри з внутрішньо фільтрувальною поверхнею. Для інтенсифікації процесу фільтрування подається коагулянт — хлористий кальцій. Осад вакуум-фільтрів сушать в барабанних сушарках до вологості 0,5—1,5 %. Гази, що відходять з сушарок, перед видаленням в атмосферу піддають тристадійному очищенню від пилу.

## Використання
- Апатит в основному використовується для виробництва фосфорних добрив (суперфосфату, амофосу і ін.). Крім того, апатит служить сировиною для виробництва фосфатної кислоти, жовтого фосфору, різних солей; застосовується в металургійній, керамічній, скляній і хімічній промисловості.

- Нефелін в значних масштабах використовується для добування глинозему з побіжним виробництвом соди, поташу, силікагелю, сировини для високоякісних цементів, а також ультрамарину. Нефелін — замінник польового шпату в скляній промисловості; використовується також як добриво для кислих ґрунтів.